# Восстание в Герцеговине (1852—1862)
Восстание в Герцеговине (серб. Херцеговачки устанак), также известное как Восстание Вукаловича — восстание этнических сербов в регионе Герцеговины против Османской империи в период с 1852 по 1862 год. Его возглавил вождь Лука Вукалович.

## Предыстория
После казни в 1851 году Али-паши Ризванбеговича, который приложил усилия для развития сельского хозяйства и восстановления экономики Герцеговинского эялета под его правлением, эялет был упразднен и объединен с Боснийским эялетом.
В марте 1852 года османский генерал Омар-паша (Омер-паша) решил разоружить герцеговинцев, что вызвало возмущение в регионе. Вождём герцеговинцев был Лука Вукалович (1812—1873). Отказ сдать оружие привел к незначительным стычкам между Власи из Герцеговины и турками (местными славянскими мусульманами), что, в свою очередь, привело к восстанию, которое возглавил Лука Вукалович.

## Восстание
Восстание началось зимой 1852/53 года, когда Граховляны, Банджани и Дробнячи отказались выплатить туркам долг. Когда начались действия турок-османов против Черногории, кланы Восточной Герцеговины сражались на стороне черногорцев. Хотя крупных выступлений в период 1853—1857 годов не было, мира не было. Австрия, очевидно, вмешалась в действия Вукаловича, так как хотела помочь Черногории, а французские консульства следили за восстанием. Восстание усилилось в декабре 1857 года, после того как черногорский князь Данило Негош-Петрович начал поддерживать повстанцев, недовольных Портой из-за ее заявлений на Парижском конгрессе в 1856 году.
После битвы при Граховаце 1 мая 1858 года, когда черногорские и герцеговинские повстанцы разгромили турок, князь Данило назвал Луку Вукаловича воеводой Зубаца, Крушевицы, Драчевицы и Суторины, предоставив ему некоторую автономию.
Порта согласилась на умиротворение, провела границу с Черногорией, признав тем самым независимость Черногории. Поскольку большая часть Восточной Герцеговины, за исключением Грахово, части Баньяни, Дробняци, Жупы и Никшича Рудины, осталась под властью Османской империи, Вукалович продолжил восстание. Это сильно отразилось в Боснии, в частности, восстаниях в Босанской Краине и Посавине в 1858 году. Боясь, что восстание перекинется на ее территорию, Австрия усилила борьбу с Лукой Вукаловичем, различными способами помогая даже туркам.
Лука Вукалович в своих запросах касался не только экономических проблем Герцеговины, но и отмечал борьбу за национальное освобождение, добиваясь присоединения Герцеговины к Черногории. Такой характер восстания вызвал интерес великих держав Европы, представители консульства которых работали над передачей Вукаловича османскому правительству. Лука Вукалович продолжал сражаться против турок и после насильственной смерти князя Данило в 1860 году, вдохновленный объединением Италии, которое возглавил Гарибальди.
С 1861 года Омер-паша разными способами пытался подавить восстание, но безуспешно. Но когда Черногория после поражения от турок в августе 1862 года пообещала, что не поможет повстанческому движению в Герцеговине, Лука Вукалович понял это, поскольку народ был напряжен, и тогда написал Омер-паше, который пообещал амнистию всем повстанцам.

## Последствия
Османский главнокомандующий Омер-паша пообещал Луке Вукаловичу, что он продолжит исполнять свои обязанности воеводы Зубаца, Крушевицы, Драчевицы и Суторины, но этого не произошло, вместо этого он назначил его бимбашом из 500 пандуров, которые будут обеспечивать мир вдоль границ. Когда он увидел, что турки-османы не дают своих обещаний по облегчению феодальных пошлин и снижению налогов, он попытался в 1865 году снова поднять восстание, но без чьей-либо помощи это не удалось. Вукалович покинул Герцеговину и эмигрировал в Россию, где и умер в 1873 году.